# ادی اندرسن
ادی اندرسن (انگلیسی: Eddie "Rochester" Anderson؛ ۱۸ سپتامبر ۱۹۰۵ – ۲۸ فوریهٔ ۱۹۷۷) یک هنرپیشه اهل ایالات متحده آمریکا بود.

## گزیده فیلمشناسی
- قایق نمایش (۱۹۳۶)
- جزبل (فیلم) (۱۹۳۸)
- نمی‌توانی این را با خودت ببری (۱۹۳۸)
- کنتاکی (فیلم) (۱۹۳۸)
- بربادرفته (فیلم ۱۹۳۹) (۱۹۳۹)
- باک بانی دوباره می‌راند (۱۹۴۰)
- داستان‌های منهتن (۱۹۴۲)
- دنیای دیوانه، دیوانه، دیوانه، دیوانه (۱۹۶۳)

## مرگ
اندرسون بر اثر بیماری قلبی در 28 فوریه 1977 در خانه و بیمارستان فیلم و تلویزیون کشور در لس آنجلس درگذشت.